# Andrés Nocioni
Andrés Marcelo Nocioni (* 30. November 1979 in Santa Fe) ist ein ehemaliger argentinisch-italienischer Basketballspieler.

## Laufbahn

### Vereinskarriere
Nach seiner Zeit in der ersten argentinischen Liga wechselte Nocioni 1999 nach Spanien. Dort spielte er für TAU Cerámica Vitoria in der EuroLeague und der spanischen Liga ACB.
Am 11. August 2004 wurde er von den Chicago Bulls als Free Agent verpflichtet. Nach vier Jahren als Spieler bei den Bulls ging es für Nocioni zu den Sacramento Kings und später nach Philadelphia.
Von 2012 bis 2017 spielte Nocioni wieder in der spanischen Liga ACB sowie in der EuroLeague. 

### Nationalmannschaft
Andrés Nocioni spielt für die argentinische Nationalmannschaft, mit der er unter anderem 2004 die Goldmedaille bei den Olympischen Spielen in Griechenland gewann. 2008 erreichte die argentinische Auswahl bei den Olympischen Spielen in Peking den dritten Rang und damit die Bronzemedaille. 
Bei der Basketball-Weltmeisterschaft 2010 in der Türkei konnte Nocioni nur als Zuschauer anwesend sein. Er reiste zwar mit der Mannschaft zum Turnier, sein damaliger Verein Philadelphia 76ers verbot ihm die Teilnahme aber nach einer Verletzung, die er sich im Trainingscamp zugezogen hatte.

## Trivia
Die Besonderheit von Nocioni war sein unstillbarer Ehrgeiz. Oft lief er trotz Verletzungen auf, bei denen andere Spieler das Feld meiden würden. Aus diesem Grund verdiente er sich den Spitznamen „Chapu“, nach dem lateinamerikanischen Comic-Superhelden El Chapulin Colorado.